# Ледас-э-Пантьес
Леда́с-э-Пантье́с (фр. Lédas-et-Penthiès, окс. Ledàs e Pentièrs) — коммуна во Франции, находится в регионе Юг — Пиренеи. Департамент — Тарн. Входит в состав кантона Кармо-1 Ле-Сегала. Округ коммуны — Альби.
Код INSEE коммуны — 81141.

## География

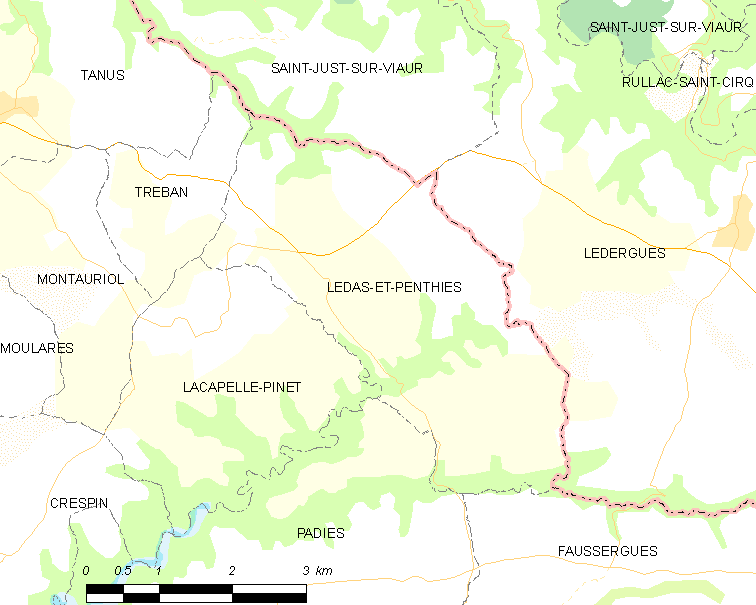
Карта коммуны

Коммуна расположена приблизительно в 530 км к югу от Парижа, в 95 км северо-восточнее Тулузы, в 26 км к северо-востоку от Альби.
На севере коммуны протекает небольшая река Дюрме (фр. Durmes).

## Климат
Климат умеренно-океанический. Зима мягкая и дождливая, лето жаркое с частыми грозами. Ветры довольно редки.

## Население
Население коммуны на 2010 год составляло 161 человек.
| 1962 | 1968 | 1975 | 1982 | 1990 | 1999 | 2010 |
| ---- | ---- | ---- | ---- | ---- | ---- | ---- |
| 325  | 300  | 243  | 198  | 168  | 169  | 161  |

## Администрация
| Период | Период | Фамилия              | Партия | Примечания |
| ------ | ------ | -------------------- | ------ | ---------- |
| 2001   | 2014   | Женевьев Терраль     |        |            |
| 2014   | 2020   | Мари-Клод Кампаньяро |        |            |

## Экономика
В 2007 году среди 89 человек в трудоспособном возрасте (15—64 лет) 63 были экономически активными, 26 — неактивными (показатель активности — 70,8 %, в 1999 году было 67,0 %). Из 63 активных работали 60 человек (36 мужчин и 24 женщины), безработных было 3 (1 мужчина и 2 женщины). Среди 26 неактивных 5 человек были учениками или студентами, 8 — пенсионерами, 13 были неактивными по другим причинам.